# Silkin
Silkin je priimek več oseb:
- John Ernest Silkin, angleški politik
- Jon Silkin, britanski pesnik
- Tihon Konstantinovič Silkin, sovjetski general